# 若狭インターチェンジ
若狭インターチェンジ（わかさインターチェンジ）は、沖縄県那覇市にある沖縄西海岸道路（那覇西道路）のインターチェンジである。

## 歴史
- 2011年（平成23年）8月28日：若狭IC - 那覇空港IC間開通に伴い、供用開始[1]。

## 周辺
- 若狭緑地
- 旭ヶ丘公園
- 波の上ビーチ
- 波上宮
- 対馬丸記念館
- 那覇市立若狭小学校

## 接続する道路
- 直接接続
  - 波之上臨港道路

## 隣
沖縄西海岸道路（那覇西道路）
若狭IC - 那覇空港IC